# 광주 약사암 석조여래좌상
광주 약사암 석조여래좌상(光州 藥師庵 石造如來坐像)은 광주광역시 동구 운림동 약사암에 있는 신라의 불상이다. 1975년 8월 4일 대한민국의 보물 제600호로 지정되었다.

## 개요
통일신라시대의 불상으로 보존 상태까지 양호하다. 거친 화강암 석재를 다듬어서 만들었으며, 질병에 빠진 모든 중생을 구제한다는 약사불을 형상화한 것이다.
머리에는 작은 소라 모양의 머리칼을 붙여 놓았으며, 약간 숙이고 있는 얼굴은 위가 넓고 아래가 좁은 모양이다. 체구는 전체적으로 당당하게 표현되었으나 어깨선이 급한 경사를 이루고 있어 약간 쳐져 보인다. 허리는 가늘게 표현되어 상대적으로 가슴쪽의 양감이 풍부해 보인다.
오른쪽 어깨를 드러내고 입은 옷은 가슴 앞에서 한번 접었고 몸에 얇게 밀착되어 상체의 굴곡을 잘 드러내준다. 오른손은 무릎 위에 올려 손끝을 아래로 향하게 하고 왼손은 배 부분에 대고 있는 모습이다. 하체는 양 발을 무릎 위에 올리고 발바닥이 하늘을 향하게 하고 앉아 있는데, 무릎이 지나치게 넓어 보인다. 불상이 앉아있는 대좌(臺座)는 전형적인 8각의 연꽃무늬 대좌인데, 각각 한 개의 돌로 상·중·하대를 구성하고 있다.
유난히 넓은 무릎과 형식화된 표현, 대좌와 불상 높이 비례가 1:1인 점 등에서 석굴암 본존불의 특징을 이어받은 신라말의 불상으로 보인다.

## 같이 보기
- 약사여래

## 참고 자료
- 광주 약사암 석조여래좌상 - 국가유산청 국가유산포털